# Antonio Branca
Antonio Branca (15. září 1916 Stalden, Švýcarsko – 10. květen 1985 Sierre) byl švýcarský amatérský pilot Formule 1, finančně podporován svou obdivovatelkou, jistou belgickou hraběnkou. Branca byl činný jen po několik období a účastnil se převážně závodů pořádaných v rodném Švýcarsku. Také jeho debut se odehrál při Velké ceně Švýcarska 1950 v renomované stáji Achille Varzi s vozem Maserati. A protože ten rok se jela Velká cena Národů v Ženevě, objevil se také na startu. S vozem Simca T 15 se pravidelně účastnil závodů Formule 2. Byl třetí v Aix-les-Bains, pátý v Erlen v roce 1950, a znovu pátý v Neapoli v nadcházejícím roce 1951 s vozem Gordini. Jeho nejlepší umístění ve Formuli 1 bylo šesté místo ve Velké ceně Pescary v roce 1951, která se ovšem nejela v rámci mistrovství světa.
Posléze pokračoval Tony v závodech do vrchu a závodech sportovních vozů.

## Kompletní výsledky ve formuli 1
| Legenda k tabulce | Legenda k tabulce                                                                       |
| Barva             | Výsledek                                                                                |
| ----------------- | --------------------------------------------------------------------------------------- |
| Zlatá             | Vítěz                                                                                   |
| Stříbrná          | 2. místo                                                                                |
| Bronzová          | 3. místo                                                                                |
| Zelená            | Bodované umístění                                                                       |
| Modrá             | Nebodované umístění                                                                     |
| Modrá             | Dokončil neklasifikován (NC)                                                            |
| Fialová           | Odstoupil (Ret)                                                                         |
| Červená           | Nekvalifikoval se (DNQ)                                                                 |
| Červená           | Nepředkvalifikoval se (DNPQ)                                                            |
| Černá             | Diskvalifikován (DSQ)                                                                   |
| Bílá              | Nestartoval (DNS)                                                                       |
| Bílá              | Závod zrušen (C)                                                                        |
| Světle modrá      | Pouze trénoval (PO)                                                                     |
| Světle modrá      | Páteční testovací jezdec (TD)                                                           |
| Bez barvy         | Netrénoval (DNP)                                                                        |
| Bez barvy         | Vyřazen (EX)                                                                            |
| Bez barvy         | Nepřijel (DNA)                                                                          |
| Bez barvy         | Odvolal účast (WD)                                                                      |
| Bez barvy         | Nezúčastnil se (prázdné)                                                                |
| Označení          | Význam                                                                                  |
| Tučnost           | Pole position                                                                           |
| Kurzíva           | Nejrychlejší kolo                                                                       |
| †                 | Jezdec nedojel do cíle, ale byl klasifikován, protože odjel více než 90 % délky závodu. |
| ‡                 | Byl udělován poloviční počet bodů, protože bylo odjeto méně než 75 % délky závodu.      |
| Horní index       | Umístění bodujících jezdců ve sprintu                                                   |

| Rok  | Tým                    | Vůz              | Motor          | 1   | 2   | 3   | 4      | 5      | 6       | 7   | 8   | Umístění | Body |
| ---- | ---------------------- | ---------------- | -------------- | --- | --- | --- | ------ | ------ | ------- | --- | --- | -------- | ---- |
| 1950 | Scuderia Achille Varzi | Maserati 4CL     | Maserati L 4 s | GBR | MON | 500 | SUI 11 |        |         |     |     | -        | 0    |
| 1950 | Antonio Branca         | Maserati 4CL     | Maserati L 4 s |     |     |     |        | BEL 10 | FRA     | ITA |     | -        | 0    |
| 1951 | Antonio Branca         | Maserati 4CLT/48 | Maserati L 4 s | SUI | 500 | BEL | FRA    | GBR    | GER Ret | ITA | ESP | -        | 0    |

## Závody F1 nezapočítávané do MS
| Rok  | Grand Prix                  | Okruh         | Vůz               | Pozice      | Výsledky |
| ---- | --------------------------- | ------------- | ----------------- | ----------- | -------- |
| 1947 | Grand Prix d'Alsace         | Strasbourg    | Maserati 4CL      | Odstoupil   | Výsledky |
| 1947 | Grand Prix du Comminges     | Saint-Gaudens | Maserati 4CL      | Odstoupil   | Výsledky |
| 1948 | Grand Prix Švýcarska východ | Erlen         | Maserati 4CL      | 4. místo    | Výsledky |
| 1948 | Grand Prix Albi             | Albi          | Maserati 4CL      | Nestartoval | Výsledky |
| 1949 | Grand Prix Švýcarska východ | Erlen         | Maserati 4CL      | 8. místo    | Výsledky |
| 1949 | Grand Prix Švýcarska        | Bremgarten    | Maserati 4CL      | 14. místo   | Výsledky |
| 1949 | Grand Prix Lausanne         | Lausanne      | Maserati 4CL      | 8. místo    | Výsledky |
| 1950 | Jersey Road Race            | Saint Helier  | Simca Gordini T15 | 11. místo   | Výsledky |
| 1950 | Grand Prix Národů           | Ženeva        | Maserati 4CL      | 9. místo    | Výsledky |
| 1951 | Grand Prix San Rema         | Ospedaletti   | Maserati 4CLT/48  | Nestartoval | Výsledky |
| 1951 | Grand Prix Bordeaux         | Bordeaux      | Maserati 4CLT/48  | Nestartoval | Výsledky |
| 1951 | Grand Prix Pescari          | Pescara       | Maserati 4CLT/48  | 6. místo    | Výsledky |
| 1951 | Grand Prix Bari             | Bari          | Maserati 4CLT/48  | Odstoupil   | Výsledky |
| 1951 | Goodwood Trophy             | Goodwood      | Maserati 4CLT/48  | Odstoupil   | Výsledky |

## 24 h Le Mans
| Rok  | Tým                | Kategorie | Vůz                     | Pozice      | Výsledky |
| ---- | ------------------ | --------- | ----------------------- | ----------- | -------- |
| 1955 | Moretti Automobili | S750      | Moretti 750 Grand Sport | Nestartoval | Výsledky |
| 1956 | Moretti Automobili | S750      | Moretti 750 Grand Sport | Nestartoval | Výsledky |